# Eucamptopus
Eucamptopus is een monotypisch geslacht van spinnen uit de  familie van de kraamwebspinnen (Pisauridae).

## Soort
- Eucamptopus coronatus Pocock, 1900